# Felipe Villagrán
Felipe Andrés Villagrán Rivera (Santiago, Chile, 17 de marzo de 1997) es un futbolista chileno que juega de Centrocampista en Deportes Temuco de la Primera B de Chile.

## Trayectoria

### Divisiones inferiores
Comenzó su carrera en las divisiones inferiores de la Universidad de Chile donde estuvo en las escuelas infantiles y cinco años después pasó a la Sub-12, para así hacer todas las inferiores por orden progresivo.

### Fútbol Portugués
Debido a las pocas oportunidades de debutar con el primer equipo decidió marcharse junto a su representante a Portugal firmando contrato con el Alcanenense para el verano del 2015, donde no pudo debutar. El 1 de junio del 2016, firmó contrato por un año con el club Varzim SC. Su debut profesional ocurrió el 6 de agosto de 2016, al entrar como suplente en la derrota por 1-0 ante el Gil Vicente. Una semana después, el 13 de agosto marcó su primer gol como profesional en la victoria por 2-0 sobre el SL Benfica B.
El año 2017 pasó al SC Braga B, donde apenas superó los 10 encuentros y nunca pudo debutar con el primer equipo.

### Regreso al fútbol chileno
En 2020, regresa a Chile y ficha por el club Coquimbo Unido de la Primera División de Chile para disputar el torneo local y la Copa Sudamericana 2020. El año 2021, el club pirata lo manda a préstamo a Curicó Unido, tras el descenso del equipo de la Cuarta Región a la Primera B; y el 27 de marzo marca su primer gol (de forma olímpica) ante Deportes Melipilla. Finaliza la temporada con 15 partidos jugados y 3 goles.
El año 2022, vuelve a Coquimbo Unido tras finalizar su préstamo con el club de la Región del Maule.
En diciembre de 2022, es anunciado como nuevo jugador de Cobreloa de la Primera B chilena.

## Clubes
| Club                       | País     | Año       | Goles |
| -------------------------- | -------- | --------- | ----- |
| Alcanenense                | Portugal | 2015-2016 | 0     |
| Varzim SC                  | Portugal | 2016-2017 | 1     |
| SC Braga B                 | Portugal | 2017-2019 | 0     |
| Coquimbo Unido             | Chile    | 2020-2022 | 1     |
| → Curicó Unido (cedido)    | Chile    | 2021      | 3     |
| Cobreloa                   | Chile    | 2023      | 0     |
| Everton                    | Chile    | 2024-Act. | 0     |
| → Deportes Temuco (cedido) | Chile    | 2025-Act. |       |

## Palmarés

### Campeonatos nacionales
| Título    | Equipo   | País  | Año  |
| --------- | -------- | ----- | ---- |
| Primera B | Cobreloa | Chile | 2023 |